# Yulieski Gourriel
Yulieski Gurriel Castillo (Sancti Spíritus, 9 de junio de 1984) es un jugador de béisbol cubano que es agente libre. «El Yuli», como se le dice cariñosamente, juega en la primera base y también la segunda base pero se reconoce más por su bateo. 
Es hijo de Lourdes Gurriel, otrora estelar del equipo de Cuba, y hermano de los también peloteros Yuniesky Gurriel y Lourdes Gourriel Jr.. Desde muy joven integra la selección nacional donde ganó un puesto en los Juegos Panamericanos de Santo Domingo 2003. Durante el Clásico Mundial fue llamado "el fenómeno" por los comentaristas de ESPN, al terminar el torneo formó parte del equipo todos estrellas. En estos momentos posee números que de seguir en una progresión como hasta ahora terminaría en varios aspectos con rendimientos similares a Omar Linares e incluso lo superaría en algunos aspectos como dobletes, carreras empujadas y bases robadas.
Un momento muy desagradable de su carrera deportiva y que recuerda toda la afición cubana fue cuando en la final por el oro en los XXIX Juegos Olímpicos de Pekín, empuñando con las bases llenas en el final del noveno inning, bateó para doble play ante Corea del Sur, sellando la victoria de los asiáticos.
Las estadísticas lo recogen como el primer pelotero cubano que sobrepasa la cifra de 200 cuadrangulares con bate de madera exclusivamente. Es el tercer espirituano que logra esa cifra después de Lourdes Gourriel, 247 (en 20 campañas) y de Frederich Cepeda, que lo consiguió en la L Serie Nacional de Béisbol y suma 204 (en 14).
En la LI Serie Nacional de Béisbol fue elegido como integrante del Equipo Todos Estrellas del campeonato en la primera base, al batear 22 jonrones, empujar 85 carreras, robar 14 bases en 18 intentos, y tener un OBP de .434[1].
El 22 de julio de 2012, obtuvo la distinción de Jugador Más Valioso del torneo de la Semana Beisbolera de Haarlem, Holanda. Concluyó el certamen con porcentaje ofensivo de .318, promedio de embasado .500, además de impulsar siete carreras, anotar otras tantas y recibir ocho bases por bolas.
En diciembre de 2012 fue elegido entre los atletas más destacados de la provincia de Sancti Spíritus.
En la fase preliminar de la LII Serie Nacional de Béisbol concluida en enero de 2013 contribuyó con sus resultados a la clasificación del equipo espirituano entre los ocho que participan en la segunda fase, labor que le valió para integrar la selección cubana en el III Clásico Mundial de Béisbol.
Fue seleccionado para participar en el Juego de las Estrellas de la LII Serie Nacional de Béisbol, que tuvo lugar el 24 de marzo de 2013 en el Estadio José Antonio Huelga en Sancti Spíritus, donde el equipo Occidentales al cual representó, derrotó al de Orientales.
Participó en el XIV Torneo Interpuertos de Róterdam, efectuado en Holanda del 30 de junio al 7 de julio de 2013 en el cual Cuba reconquistó el título y él fue seleccionado el Jugador Más Valioso de la justa. Promedió .304, lideró en total de bases (11) y no cometió error en 12 lances.
Integró el Equipo Cuba que tomó parte en el Tope que tuvo lugar en varias ciudades de Estados Unidos del 18 al 23 de julio, donde los cuatro partidos efectuados fueron ganados por el equipo anfitrión.
Según se informó en los medios provinciales y nacionales el 6 de agosto, tanto Yulieski, como sus hermanos Yunieski y Lourdes Yunielki Gourriel Castillo no jugarán con el equipo de Sancti Spíritus en la venidera Serie Nacional de Béisbol ya que se mudaron para la provincia de La Habana, donde ya residían los padres producto de problemas de salud presentados por su padre. 
En la madrugada del lunes 8 de febrero de 2016, Yulieski y su hermano Lourdes, abandonan el equipo Cuba en República Dominicana, donde se encontraban participando en la Serie del Caribe 2016, con el objetivo de jugar en las Grandes Ligas.
El 2 de marzo de 2016, Yulieski Gourriel y su hermano llegan a Miami, tras permanecer varias semanas en Haití.
En julio de 2016 firma un contrato con los Houston Astros por 4 años a cambio de 56 millones de dólares.

## Yuliesky Gourriel en Sancti Spíritus
La tabla siguiente muestra las estadísticas durante su estancia en el equipo de Sancti Spíritus en series nacionales (etapa regular y play-off).

| SN   | JG  | VB  | C   | H   | AVE  | OBP  | 2B | 3B | HR | TB  | SLU  | OPS   | BR | CR | CI  |
| 43SN | 60  | 229 | 50  | 83  | .362 | .420 | 15 | 8  | 9  | 141 | .616 | 1.036 | 7  | 3  | 43  |
| 44SN | 99  | 409 | 88  | 138 | .337 | .390 | 20 | 7  | 24 | 244 | .597 | .987  | 12 | 1  | 92  |
| 45SN | 101 | 388 | 100 | 129 | .332 | .425 | 19 | 12 | 27 | 253 | .652 | 1.077 | 23 | 4  | 95  |
| 46SN | 92  | 362 | 67  | 122 | .337 | .434 | 29 | 0  | 13 | 190 | .525 | .959  | 12 | 5  | 47  |
| 47SN | 90  | 341 | 74  | 105 | .308 | .410 | 18 | 2  | 23 | 196 | .575 | .985  | 5  | 1  | 78  |
| 48SN | 89  | 348 | 80  | 136 | .391 | .463 | 22 | 7  | 23 | 241 | .693 | 1.156 | 12 | 5  | 92  |
| 49SN | 94  | 364 | 93  | 131 | .360 | .451 | 20 | 3  | 31 | 250 | .687 | 1.138 | 6  | 4  | 113 |
| 50SN | 93  | 349 | 76  | 114 | .327 | .425 | 21 | 2  | 21 | 202 | .579 | 1.004 | 3  | 0  | 87  |
| 51SN | 96  | 348 | 62  | 110 | .316 | .425 | 20 | 0  | 23 | 199 | .572 | .997  | 14 | 4  | 89  |
| 52SN | 86  | 307 | 55  | 97  | .316 | .416 | 19 | 3  | 9  | 149 | .485 | .901  | 9  | 5  | 57  |

## Yuliesky Gourriel en Industriales
Desde la temporada 2013-2014 defiende la casaca del equipo insignia del béisbol cubano los Industriales.
Para muchos el cambio del "yuli" hacia los azules lo dejaría mal parado, por el supuesto "peso" que conlleva el vestir la casaca del equipo historia del Béisbol cubano. Pero la historia ha sido otra, hasta la fecha es el líder en el campeonato nacional en carreras impulsadas con 81 y jonrones con 19, siendo una pieza vital de la maquinaria azul. 

### Ofensiva de Yuliesky Gourriel Temporada 53 SNB. 2013 - 2014 Primera Etapa. Todos contra todos.
| CB  | VB  | C  | H  | AVE  | OBP  | 2B | 3B | HR | TB | SLU  | OPS  | BR | CR | CI |
| --- | --- | -- | -- | ---- | ---- | -- | -- | -- | -- | ---- | ---- | -- | -- | -- |
| 203 | 168 | 34 | 48 | .286 | .396 | 14 | 2  | 5  | 81 | .482 | .878 | 6  | 4  | 38 |

### Ofensiva de Yuliesky Gourriel Temporada 53 SNB. 2013 - 2014 Segunda Etapa.
| CB  | VB  | C  | H  | AVE  | OBP  | 2B | 3B | HR | TB  | SLU  | OPS  | BR | CR | CI |
| --- | --- | -- | -- | ---- | ---- | -- | -- | -- | --- | ---- | ---- | -- | -- | -- |
| 361 | 297 | 63 | 93 | .313 | .425 | 21 | 3  | 16 | 168 | .566 | .991 | 10 | 8  | 69 |

### Ofensiva de Yuliesky Gourriel Temporada 53 SNB. 2013 - 2014 Play Off (Hasta el 2 de abril de 2014)
| CB | VB | C | H | AVE  | OBP  | 2B | 3B | HR | TB | SLU  | OPS   | BR | CR | CI |
| -- | -- | - | - | ---- | ---- | -- | -- | -- | -- | ---- | ----- | -- | -- | -- |
| 18 | 16 | 4 | 5 | .313 | .389 | 1  | 0  | 2  | 12 | .750 | 1.139 | 1  | 0  | 5  |

### Defensiva de Yuliesky Gourriel Temporada 53 SNB. 2013 - 2014 Primera Etapa.
| JJ | INN   | E | TL  | AVE  | DP | PB | BR | CR |
| -- | ----- | - | --- | ---- | -- | -- | -- | -- |
| 45 | 384.2 | 4 | 147 | .973 | 22 | 0  | 0  | 0  |

### Defensiva de Yuliesky Gourriel Temporada 53 SNB. 2013 - 2014 Segunda Etapa.
| JJ | INN   | E  | TL  | AVE  | DP | PB | BR | CR |
| -- | ----- | -- | --- | ---- | -- | -- | -- | -- |
| 81 | 687.2 | 11 | 279 | .961 | 36 | 0  | 0  | 0  |

### Defensiva de Yuliesky Gourriel Temporada 53 SNB. 2013 - 2014 Play Off (Hasta el 2 de abril de 2014)
| JJ | INN  | E | TL | AVE   | DP | PB | BR | CR |
| -- | ---- | - | -- | ----- | -- | -- | -- | -- |
| 4  | 31.0 | 0 | 20 | 1.000 | 1  | 0  | 0  | 0  |

### Ofensiva de por vida de Yuliesky Gourriel en las Series Nacionales de Cuba.[2]
| SN | JJ   | VB   | C    | H    | AVE  | 2B  | 3B | HR  | TB   | OBP  | SLU  | OPS   | SB  | CS | CI   | DB  | BB  | BBI | SO  | BDP |
| -- | ---- | ---- | ---- | ---- | ---- | --- | -- | --- | ---- | ---- | ---- | ----- | --- | -- | ---- | --- | --- | --- | --- | --- |
| 15 | 1322 | 5053 | 1073 | 1705 | .337 | 327 | 63 | 282 | 2990 | .423 | .594 | 1.017 | 153 | 52 | 1135 | 105 | 693 | 152 | 450 | 146 |

### Defensiva de por vida de Yuliesky Gourriel en las Series Nacionales de Cuba.[2]
| SN | JJ   | INN     | PO   | A    | E   | TL   | AVE  | DP  | TP | PB |
| -- | ---- | ------- | ---- | ---- | --- | ---- | ---- | --- | -- | -- |
| 15 | 1322 | 10843.1 | 1159 | 3081 | 213 | 4453 | .952 | 436 | 2  | 0  |

Leyenda: SN: Series Nacionales (de Béisbol) VB: Veces al bate C: Carreras anotadas H: Hits 2B: Dobles 3B: Triples HR: Jonrones SB: Bases robadas CS: Cogido robando CI: Carreras impulsadas BB: Bases por bolas SO: Ponches BDP: Bateo para Doble Play BBI: Base por bolas intencial DB: Pelotazos AVE (ofensiva): Promedio de bateo JJ: Juegos jugados INN: Entradas E: Errores TL: Total de lances AVE (defensiva): Promedio de fildeo